# اییوکا اوکواوو
آییوکا ایویه اوکوآوو (به انگلیسی: Iyeoka Ivie Okoawo) یک شاعر، هنرمند، خواننده ٬کنشگر، آموزگار و از دستندرکاران مجموعه همایش‌های تد است.وی از آمریکاییان نیجریه‌ای‌تبار است. عناصر موسیقی او از سول، آر اَند بی، راک، هیپ هاپ و جز تشکیل شده‌است.

## زندگی و پیشه

### ابتدای زندگی
اییوکا ایویه اوکوآوو به عنوان یک نسل اولی نیجریه‌ای-آمریکایی است. پیش از آغاز کار خود در حرفه موسیقی به تحصیل در رشته داروسازی مشغول بود.

### حرفهٔ موسیقی
او حرفه موسیقی را با تأسیس گروهی به نام د راک بای فانک ترایب آغاز کرد. این گروه دارای مجموعه‌ای از موسیقی‌دانان بود که توانست اشعار وی را با موسیقی‌های گاسپل بلوز فانک و جز در هم بیامیزد. در سال ۲۰۰۴ او اولین آلبوم انفرادی خود را با نام بلک اند بلوز انتشار داد.